# Javier Pichardo Ramírez
Javier Antonio Pichardo Ramírez (Chichigalpa, 16 de agosto de 1951) es un físico, catedrático, Comandante Guerrillero y militar nicaragüense.

## Biografía
Nació en Chichigalpa, el 16 de agosto de 1951. 
En 1969 ingresa a la U.N.A.N. iniciando sus estudios en la carrera de Física. Por su alto rendimiento académico es designado instructor de las asignaturas de Matemáticas y Física en 1970. Ese mismo año se incorpora al FSLN, reclutado por Edgard Munguía. 

### Estudios de postgrado
Tras su graduación en 1973, obtiene una beca otorgada por la OEA y viaja a Brasil para realizar estudios de postgrado en Física y Química en el Instituto de Física y Química de San Carlos, Universidad de São Paulo.
A su regreso a Nicaragua en el año 1975, se incorpora al FSLN efectuando tareas clandestinas.

### Reo político
El 10 de julio de 1976 es capturado, juzgado y condenado por un tribunal militar. Fue liberado como parte de los reos políticos reclamados durante la toma del Palacio Nacional en agosto de 1978.
Su padre Pablo Pichardo, trabajaba como auditor de la Dirección General de Ingresos cuyas oficinas quedaban en el Palacio Nacional, contribuyó con su esposa Mary Adhelma Ramírez Solís a la elaboración del plano que fue usado durante los entrenamientos del comando guerrillero que participó en la toma. Su nombre clave fue "La Espinita" porque era el infiltrado del FSLN en el Palacio, su contacto fue Dionisio Marenco de quien era amigo desde 1966 cuando trabajaban en el Ingenio "San Antonio" en Chichigalpa.

### Jefe guerrillero
Después de una breve estadía en Panamá, se integra al Frente Sur Benjamín Zeledón. Su seudónimo fue "Emilio".
Fue nombrado jefe de la columna Eduardo Contreras con la misión de apoderarse de las vías de comunicación entre San Juan del Sur y La Virgen. El primer ataque de esta columna fue en Orosi, Cárdenas, en diciembre de 1978, donde muere el sacerdote Gaspar García Laviana.

## Ofensiva final 1979
En la ofensiva final, por El Ostional y El Naranjo logra llegar hasta la famosa ""Colina 155"", donde se enfrentan a tropas elites de la G.N., resistiendo hasta el 9 de junio. 
El 14 de junio, es uno de los principales jefes que llegan hasta las riberas del Río Ostayo, y mantiene el control de una franja del territorio nacional. Ahí sostienen una guerra de posiciones que empantana a la Guardia somocista.

## Gobierno revolucionario
Después del triunfo de la Revolución Sandinista es distinguido con el grado honorífico de "Comandante Guerrillero" y queda integrado al Ejército Popular Sandinista con el grado de Comandante, primero como jefe de la V Región Militar y posteriormente de la I Región Militar y luego jefe de la I Zona Militar, ya con el grado de Coronel, posteriormente como Jefe de Blindados, y desde 1987 como Jefe de la Fuerza Aérea Sandinista y Defensa Antiaérea (FAS-DAA), función que ocupa hasta su retiro en 1990 con el grado de Coronel. 
Con equipos soviéticos, algunos incluso de última generación, la FAAS-DAA logró vigilar 24 horas consecutiva, por varios años, no solamente el espacio aéreo nacional, sino también lo que acontecía en los cielos vecinos centroamericanos.

### Salida de EPS
Ocurrió un episodio que no es conocido ampliamente por el pueblo nicaragüense, su salida del ejército, se dio en una serie de sucesos confusos y mantenidos en secreto. Fue acusado de intentar una rebelión o fraguar un alzamiento dentro de las filas del EPS contra el mando de Humberto Ortega. 
Estuvo cerca de ser asesinado en su quinta de Xiloá, en un operativo militar, que fue frustrado gracias a la intervención de otras fuerzas que dieron tiempo para negociaciones, que terminaron con su expulsión y su compromiso de mantener un perfil bajo.

## Actualidad
A la fecha está dedicado a sus actividades privadas, se retiró ejerciendo el cargo de vicerrector de investigación en la Universidad Nacional Autónoma de Nicaragua (UNAN Managua). Se jubiló oficialmente el 1 de noviembre de 2018,  tras recibir reconocimientos por su contribución a la educación por parte de autoridades de la UNAN-Managua. Esto contradice rumores de su retiro debido a los sucesos de abril de 2018.